# Le Menteur (Henry James)
Le Menteur (The Liar) est une nouvelle d'Henry James, parue d'abord dans The Century Magazine en mai/juin 1888 avant sa reprise en volume l'année suivante chez Macmillan.
L'une des nouvelles bien connues de l'auteur, Le Menteur a été inspiré à James par une anecdote racontée lors d'un dîner et que l'auteur consigna dans ses carnets en juin 1884 avant de reprendre l'idée quelques années plus tard.

## Résumé
Oliver Lyon, un peintre très en vue dans le grand monde, revoit, à l'occasion d'un séjour dans un manoir d'un de ses clients duquel il doit faire le portrait, une femme très belle et impénétrable qu’il a très bien connue autrefois, et qui lui avait refusé une demande en mariage. Elle se nomme Everina, et Oliver constate qu’elle a gardé la sereine franchise et la sincérité simple qu’il lui connaissait. Il découvre alors qu'elle est devenue la femme du Colonel Capadose, un homme très beau, mais d'une prestance entachée par un terrible défaut : l'homme est un menteur notoire, bien que ses affabulations soient futiles et ne portent jamais à conséquence. 
Lors d'une discussion, Everina soutient à Oliver qu'elle aime son mari, et qu'elle le trouve sans défaut. Ne comprenant pas comment une femme si honnête puisse aimer son mari si menteur, Oliver entreprend de se rapprocher de la famille Capadose en proposant de peindre gratuitement d'abord le portait de leur fille, puis celui de son mari dans le but de produire un portait qui révélerait la vraie nature du Colonel mais seulement aux initiés.
Pour s’assurer la réussite du projet, Oliver interdit à Everina d’accompagner son mari lors des séances de poses du Colonel, par crainte quelle se rend compte du sens caché du tableau. Durant la réalisation du portait, le Colonel Capadose ne se rend compte de rien, et Oliver estime que le résultat sera un chef d’œuvre reconnu. L’auteur (Henry James) ne décrit jamais le tableau, de sorte que le lecteur doit s’imaginer par lui même comment le portrait peut contenir un sens caché qui révèle que son sujet est un menteur.
Alors que portrait est presque terminé, le couple Capadose se présente à l’atelier pour voir le tableau. Oliver Lyon étant absent ce jour-là, la gouvernante laisse le Colonel et sa femme voir le portait. Mais Oliver fait un retour imprévu à son atelier et observe en catimini le comportement du couple. Alors que le Colonel trouve le portait très réussi, Everina est en pleur : « Ce qu’il a fait de toi - ce que tu sais! Lui aussi le sait - il l’a vu. Tout le monde le saura - tout le monde le verra. ». Le Colonel en colère saccage le tableau à coup de couteau, et s’en va discrètement avec sa femme, alors qu’Oliver choisi sciemment de rester caché sans intervenir.
Quelques jours après, le peintre se rend chez le couple et leur apprend la destruction de tableau, en prétendant ne pas savoir qui est l’auteur des faits. Le couple reconnait être venu voir le tableau mais le Colonel ment effrontément pour cacher son forfait, et Everina ment également et confirme les allégations mensongères de son mari. Elle prétendra aussi avoir adoré le portait. Oliver Lyon comprend alors qu’Everina est pervertie par la nature de son mari. Il sait qu’il ne verra plus jamais le couple.

## Interprétations liées à l’image
1) Échange entre Mrs Capadose et Olivier Lyon qui essaye de la convaincre de laisser son mari se faire un portrait : «  Et vous souhaitez donc peindre sa nature ?
- Bien sûr. C’est ce que vous révèle un excellent portrait, et je ferai en sorte que celui du colonel soit excellent. »
2) Pensée du peintre à propos du portrait du colonel : « Il avait maintenant décidé que le caractère du modèle devrait être visible même pour l’intelligence la plus médiocre - qu’il devait éclipser tout le reste »
3) Quand Mrs Capadose découvre le portrait de son mari : « Tout ce qui ne devrait pas y être - tout ce qu’il a vu - c’est trop affreux ! 
- Tout ce qu’il a vu? Eh bien, ne suis-je pas bien de ma personne? Je trouve qu’il m’a rendu plutôt beau. 
(…)
- comment, beau ? Non, hideux, hideux! (…) il est trop réussi ! »
1) et 2) On peut voir ici que pour Olivier Lyon, un tableau réussi n’est pas forcement l’œuvre la plus complexe, la plus ambitieuse ou encore la plus proche du réel. Au contraire, pour lui, un portrait est excellent, quand le peintre a réussi à retranscrire la nature même de son sujet, l’essence de ce dernier. Ainsi, le tableau n’est pas une simple image, double au sens platonicien qui serait affaiblie mais il est un outil qui permet de révéler le réel, la nature profonde des choses aux yeux de tous (3) comme on le voit avec la réaction de Mrs Capadose. 
De plus, cette nouvelle met en évidence le fait que l’on ne voit pas tous de la même manière les gens et choses qui nous entourent. En effet, Mrs Capadose ne cesse de rappeler tout au long du roman qu’elle est folle éprise de son mari et qu’il est extraordinaire. Ainsi, elle est éblouie par l’amour qu’elle porte pour lui ce qui modifie sa manière de le voir et l’idéalise. Alors qu’aux yeux des autres, s’ils voient le charme du colonels, ils peuvent également se rendre compte de son défaut ce qui le rend tout de suite moins agréable. 

## Traductions françaises
- Le Menteur, traduit par Humberto de Oliveira, Paris, Lattès, 1987 ; réédition, Paris, UGE, coll. « 10/18. Domaine étranger » no 2312, 1992
- Le Menteur, traduit par Jean Pavans, dans Nouvelles complètes, tome III, Paris, Éditions de la Différence, 2008
- Le Menteur, traduit par Muriel Zagha, dans Nouvelles complètes, tome II, Paris, Gallimard, coll. « Bibliothèque de la Pléiade », 2003 ; réédition, Paris, coll. « Folio 2 euros » no 4319, 2005

## Adaptations

### À la télévision
- 2013 : Henry James's The Liar, épisode 7, saison 1, de la série télévisée 52

### En bande dessinée
- Nadja, Le Menteur, d'après Henry James, Paris, Denoël, coll. « Denoël Graphic », 2004